# Looper
Looper (Brasil: Looper - Assassinos do Futuro ) é um filme norte-americano de 2012 escrito e dirigido por Rian Johnson, estrelado por Bruce Willis, Joseph Gordon-Levitt e Emily Blunt. As filmagens ocorreram entre janeiro e abril de 2011. Looper foi escolhido para abrir o Festival Internacional de Cinema de Toronto de 2012. O filme foi lançado em 28 de setembro de 2012.

## Enredo
No ano de 2044, um assassino de 25 anos chamado Joseph "Joe" Simmons trabalha como "Looper" para uma companhia da máfia de Kansas City. Um looper mata pessoas enviadas do futuro, através de uma máquina do tempo, do quartel-general da companhia em Xangai no ano de 2074 e livra-se dos corpos. Loopers são pagos (em barras de prata que chegam amarradas às costas da vítima), sob a condição que suas vítimas nunca devem escapar. Quando Joe descobre que seu novo alvo é o seu eu do futuro, ele falha em sua missão e o deixa escapar. Seus empregadores começam a caçá-lo por não ter cumprido seu trabalho, forçando Joe a lutar por sua vida enquanto caça seu eu do futuro.

## Elenco
- Bruce Willis como Velho Joe
- Joseph Gordon-Levitt como Joe
- Emily Blunt como Sara
- Paul Dano como Seth
- Noah Segan como Kid Blue
- Piper Perabo como Suzie
- Jeff Daniels como Abe
- Pierce Gagnon como Cid
- Qing Xu como Esposa do Velho Joe
- Tracie Thoms como Beatrix
- Frank Brennan como Velho Seth
- Garret Dillahunt como Jesse
- Nick Gomez como Dale
- Marcus Hester como Zach

## Produção
Depois de Rian Johnson lançar The Brothers Bloom em 2008, ele se juntou novamente com o produtor Ram Bergman com o objetivo de começar a produzir Looper. Em maio de 2010, Joseph Gordon-Levitt, que já havia trabalhado com o diretor em Brick, foi escolhido para interpretar o protagonista Joe. Alguns dias depois, Bruce Willis também entrou no elenco. E em outubro, Emily Blunt também foi escalada para participar do filme. As filmagens começaram em janeiro de 2012 na Louisiana continuando até abril em Xangai.

## Lançamento
Looper estreou no Festival Internacional de Cinema de Toronto no dia 6 de setembro de 2012, abrindo o festival. O filme teve sua estreia nos Estados Unidos em 28 de setembro, com distribuição da TriStar Pictures.

## Crítica
Looper foi muito bem recebido pela crítica. No site Rotten Tomatoes, o filme tem uma aprovação de 93%, baseado em 228 resenhas, com uma nota média de 8.1/10; o consenso é "Tão provocante quanto emocionante, Looper entrega uma mistura original de ficção científica futurista e ação clássica extraordinariamente inteligente". Por comparação, no agregador Metacritic, o filme tem um indíce de aprovação de 84/100, baseado em 44 resenhas, indicando "aclamação universal".